# Етеокипарски језик
Етеокипарски језик је егејски језик, којим се вероватно причало у 1. миленијуму п. н. е. на Кипру поред старогрчког. Временом потиснут од грчког, изумро је до краја 1. миленијума п. н. е.
Током овог времена на Кипру је коришћено слоговно писмо (кипарско слоговно писмо). Већина текстова написаних на овом писму репрезентује аркадско-кипарски дијалекат старогрчког језика. Поред тога постојали су неки текстови (око 25) који не могу да се протумаче као грчки. Због тога је претпостављено да је реч о урођеном етеокритском језику. Пошто су преживеле билингве малобројне и кратке (чувена је између осталог етеокритско-грчка билингва из Аматуса), дешифровање етеокипарског и даље представља тежак изазов. 

## Класификација језика
- Сајфрус Х. Гордон тумачи језик негрчких текстова као семитски.
- Тјер Пти претпоставља да је језик могао бити сродан хуритским и урартским, такође изумрлим.
- Алексеј Харсекин је такође покушао да интерпретира текст уз помоћ етрурског и лемноског.

- - aisona: божански, од бога [етр. <aisuna>: 'божански']
  - ana: er (an-oti 'у његову') [етр. <an>: 'он, она']
  - eki: овде [етр. <cei>]
  - kail: земља (kail-i 'у земљу') [етр. <cel-i>: 'у земљу']
  - kan: дати (kan-a, kan-io 'дар, поклон', kun-o 'дато') [етр. <cen-u>: 'дато']
  - Lasana: Тирхени/Етрурци [етр. <Rašna>: 'Тирхени/Етрурци']
  - man: лежати (man-a 'он лежи') [етр. <mene>]
  - mun: земља, парцела, место покопа (mun-oti: 'у земљу') [етр. <muni>, <munθ>]
  - oite: мајка [етр. <ati> 'мајка']
  - poti: вођа/поглавица
  - sot: гробница (soti 'у гробницу') [етр. <suθ>: 'гроб']
  - ta: онај/оно (tan: 'онај/оно/она', tan-oti: 'унутар онога/оне') [етр. <ta>]
  - taraw: дати (taraw-i: 'бити дато', taraw-: 'дато') [етр. <tur-u>: 'дати']
  - tu: овде [етр. <θui> 'овде']
  - um: освештати (um-iesa-i: 'освештан') [лемн. <aumai>: 'освештан']